# Cétuximab
Le cétuximab est un anticorps monoclonal chimérique ciblant et bloquant le  récepteur du facteur de croissance épidermique (epidermal growth factor receptor, EGFR), surexprimé à la surface de certaines cellules tumorales.
Il est utilisé en association avec la chimiothérapie pour traiter le cancer colorectal métastatique et en association avec la radiothérapie et/ou la chimiothérapie pour le traitement du cancer de la tête et du cou.
Le cétuximab, ou C225, est fabriqué par ImClone et commercialisé sous le nom d'Erbitux par Merck Serono.

## Mode d'action
Il s’agit d’un anticorps monoclonal chimérique de type IgG1, qui présente une grande affinité pour le monomère d'EGFR. Par sa fixation, il empêche la dimérisation de l'EGFR et la liaison des ligands (en particulier l'EGF) et empêche donc la transduction du signal anti-apoptotique due à l'activation de EGFR en conditions de radiothérapie. Cette IgG1 se compose de deux chaînes lourdes identiques (449 aa chacune) et de deux chaînes légères identiques (214 acides aminés chacune). Son poids moléculaire est de 154 kDa.
Par ailleurs, il diminue la synthèse du HIF1A (Hypoxia-inducible factor 1-alpha) par inhibition de la voie de la phosphoinositide 3-kinase, induisant une action anticancéreuse de la molécule.
Il peut avoir un effet cytotoxique sur les cellules tumorales par l'intermédiaire des lymphocytes NK mais cet effet dépend du polymorphisme du récepteur Fc gamma.

## Efficacité
Les essais précliniques ont montré le net profit d’utiliser le cétuximab en association avec la chimiothérapie et la radiothérapie. Les études cliniques ensuite développées ont permis d’aboutir à une commercialisation récente dans l’indication du traitement du cancer colorectal en association avec l’irinotécan, et à une utilisation dans les cancers des voies aérodigestives supérieures dans ses formes réfractaires ou métastatiques, en association avec le cisplatine et le 5-FU. Dans ces deux types de cancer, le cétuximab entraîne un allongement de la survie et de la durée des rémissions.
Concernant le cancer colorectal, l'efficacité du cétuximab est cependant conditionnée par l'existence ou non d'une mutation du gène KRAS, qui doit être recherchée : en effet une mutation de KRAS confère une résistance aux biothérapies anti-EGFR, et donc leur inefficacité pour les patients concernés.
Le cétuximab est également en essai dans d’autres types de cancers tels que le cancer bronchique non à petites cellules, en association avec carboplatine et taxanes, mais s'est révélé être décevant dans le cancer du pancréas, en association avec la gemcitabine.

## Effets secondaires
Le plus courant est la survenue d'un rash dans près de la moitié des cas. Ce phénomène allergique est caractérisé par la présence d'anticorps anti-Galactose-alpha-1,3-galactose telle que retrouvée en cas d'allergie à la viande. Cela est due à des épitopes semblables à cette molécule.
Il peut entraîner une baisse du taux sanguin du magnésium.